# Alchemy: Dire Straits Live
Alchemy: Dire Straits Live (с англ. — «Алхимия: Концерт») — дебютный концертный альбом британской рок-группы Dire Straits, выпущен 14 марта 1984 года. Пластинка была записана во время двух шоу (22—23 июля, 1983 года) в лондонском Hammersmith Odeon, группа исполнила свои наиболее известные и любимые фанатами хиты, многие композиции исполнялись с переработанной аранжировкой и содержали импровизационные сегменты. На обложке альбома изображена картина Бретта Уайтли. 8 мая 2001 года альбом был переиздан, все песни прошли процедуру ремастеринга.

## Список композиций
Все песни написаны Марком Нопфлером, за исключением отмеченных.

### Грампластинка
Сторона один
| №  | Название                       | Длительность |
| -- | ------------------------------ | ------------ |
| 1. | «Once Upon a Time in the West» | 13:01        |
| 2. | «Romeo and Juliet»             | 8:22         |

Сторона два
| №  | Название                 | Длительность |
| -- | ------------------------ | ------------ |
| 1. | «Expresso Love»          | 5:41         |
| 2. | «Private Investigations» | 7:40         |
| 3. | «Sultans of Swing»       | 10:48        |

Сторона три
| №  | Название                                                                                                | Длительность |
| -- | --- | ------------ |
| 1. | «Two Young Lovers»                                                                                      | 4:51         |
| 2. | «Tunnel of Love» (содержит отрывок из «The Carousel Waltz» — Ричарда Роджерса и Оскара Хаммерстайна II) | 14:38        |

Сторона четыре
| №  | Название                                          | Длительность |
| -- | ------------------------------------------------- | ------------ |
| 1. | «Telegraph Road»                                  | 13:19        |
| 2. | «Solid Rock»                                      | 5:32         |
| 3. | «Going Home» – тема из кинофильма «Местный герой» | 4:58         |

### Компакт-диск
На компакт-диск была добавлена композиция «Love over Gold», которая вышла как сингл в 1984 году, также увеличилась продолжительность некоторых песен (в виду большей вместимости на CD), и немного отличается их порядок: так, «Romeo and Juliet» и «Expresso Love» поменяли местами. Кроме того удалили тишину, как это было на грампластинке между сторонами «один» и «два», чтобы альбом звучал цельно, без пауз.
Диск один
| №  | Название                       | Длительность |
| -- | ------------------------------ | ------------ |
| 1. | «Once Upon a Time in the West» | 13:01        |
| 2. | «Expresso Love»                | 5:45         |
| 3. | «Romeo and Juliet»             | 8:17         |
| 4. | «Love Over Gold»               | 3:27         |
| 5. | «Private Investigations»       | 7:34         |
| 6. | «Sultans of Swing»             | 10:54        |

Диск два
| №  | Название                                                                                       | Длительность |
| -- | ---------------------------------------------------------------------------------------------- | ------------ |
| 1. | «Two Young Lovers»                                                                             | 4:49         |
| 2. | «Tunnel of Love» (отрывок из "The Carousel Waltz" — Ричарда Роджерса и Оскара Хаммерстайна II) | 14:29        |
| 3. | «Telegraph Road»                                                                               | 13:37        |
| 4. | «Solid Rock»                                                                                   | 6:01         |
| 5. | «Going Home» – тема из кинофильма «Местный герой»                                              | 6:05         |

- Ещё три песни были записаны на концерте, но не были включены в официальное издание альбома: «Industrial Disease», «Twisting by the Pool» и «Portobello Belle», сокращенная версия последней попала в сборник «Money For Nothing», выпущенный в 1988 году.

## Участники записи
Dire Straits
- Марк Нопфлер — гитара, вокал
- Алан Кларк[англ.]* — клавишные
- Джон Иллсли — бас-гитара
- Хэл Линдес[англ.] — гитара
- Терри Уильямс[англ.] — ударные

Приглашенные музыканты
- Мел Коллинз — саксофон
- Томми Мэндел[англ.] — клавишные
- Joop de Korte — перкуссия

Производство
- Марк Нопфлер — продюсер
- Мик Маккенна — звукорежиссёр
- Найджел Уокер — звукоинженер
- Джереми Эллом — ассистент инженера
- Бретт Уайтли — иллюстрация обложки (адаптирована из Alchemy 1974)
- C More Tone Studios — дизайн обложки

## Фильм
Первоначально концерт был выпущен на: Betamax, видеокассетах и лазердисках, в 1995 году он был переиздан с улучшенным качеством видео — прошедшим процедуру ремастеринга. В мае 2010 года вышла версия на DVD и Blu-ray с ремикшированным звуком 5.1 DTS. Новым микшированием занимался Чак Энлей. Оригинальное видео также прошло цифровую обработку. Песня «Love over Gold» отсутствует в фильме, как и на оригинальном альбоме, но позже она была выпущена на видеосборнике Sultans of Swing: The Very Best of Dire Straits, она сочетает в себе съемки с концерта группы и сцены циркового представления.
Фильм начинается с кадров, где группа играет в бильярд в пабе, она чередуется с концертными съемками. Затем играет песня «Saturday Night at the Movies» в исполнении группы The Drifters. Музыка плавно переходит к инструментальной композиции «Stargazer» из фильма «Местный герой», в кадре демонстрируется аншлаг в зале Hammersmith Odeon. Затем показывают группу Dire Straits и объявляют их выход на сцену. Во время финальных титров вновь играет композиция «Saturday Night at the Movies».
- Производство студии «Limelight Films»
- Режиссёр — Питер Синклер
- Монтажёр — Питер Годдард
- Музыкальный продюсер — Марк Нопфлер
- Запись звука — Мик Маккенна, оборудование — Передвижная студия The Rolling Stones

## Хит-парады

### Альбом
Еженедельные чарты:
| Чарт (1984)              | Высшая позиция |
| ------------------------ | -------------- |
| Austrian Albums Chart    | 9              |
| Canadian Albums Chart    | 26             |
| Dutch Charts Chart       | 1              |
| German Albums Chart      | 8              |
| New Zealand Albums Chart | 3              |
| Norwegian Albums Chart   | 7              |
| Swedish Albums Chart     | 19             |
| Swiss Albums Chart       | 3              |
| UK Albums Chart          | 3              |
| US Billboard 200         | 46             |

Годовые чарты:
| Чарт (1984)                  | Позиция |
| ---------------------------- | ------- |
| Великобритания (Gallup Poll) | 25      |

### Фильм
| Чарт (2010)                         | Высшая позиция |
| ----------------------------------- | -------------- |
| Australian Music DVDs Chart         | 1              |
| Austrian Music DVDs Chart           | 5              |
| Belgian (Flanders) Music DVDs Chart | 2              |
| Belgian (Wallonia) Music DVDs Chart | 3              |
| Danish Music DVDs Chart             | 3              |
| Dutch Music DVDs Chart              | 5              |
| Finnish Music DVDs Chart            | 7              |
| New Zealand Music DVDs Chart        | 2              |
| UK Music Videos Chart               | 2              |